# Колейнсплат
Колейнсплат (нід. Colijnsplaat) — село в нідерландській провінції Зеландія. Входить до муніципалітету Норд-Бевеланд.
Його площа становить 15,01 км², а населення станом на 2021 рік складало 1 595 осіб.
Перша згадка про населений пункт датується 1489 роком.
До 1941 року мало статус окремого муніципалітету.

## Галерея

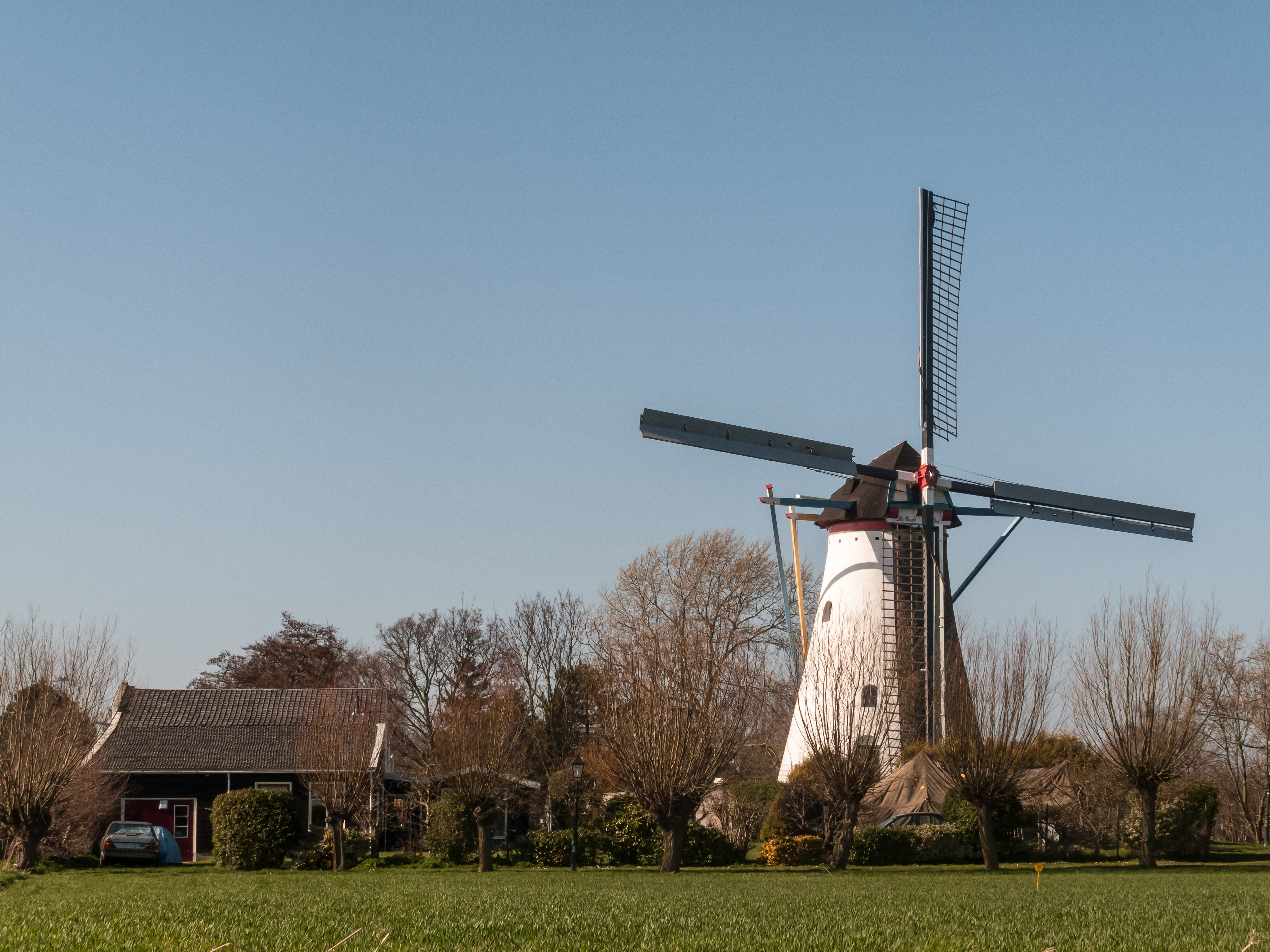
Вітряк Oude Molen
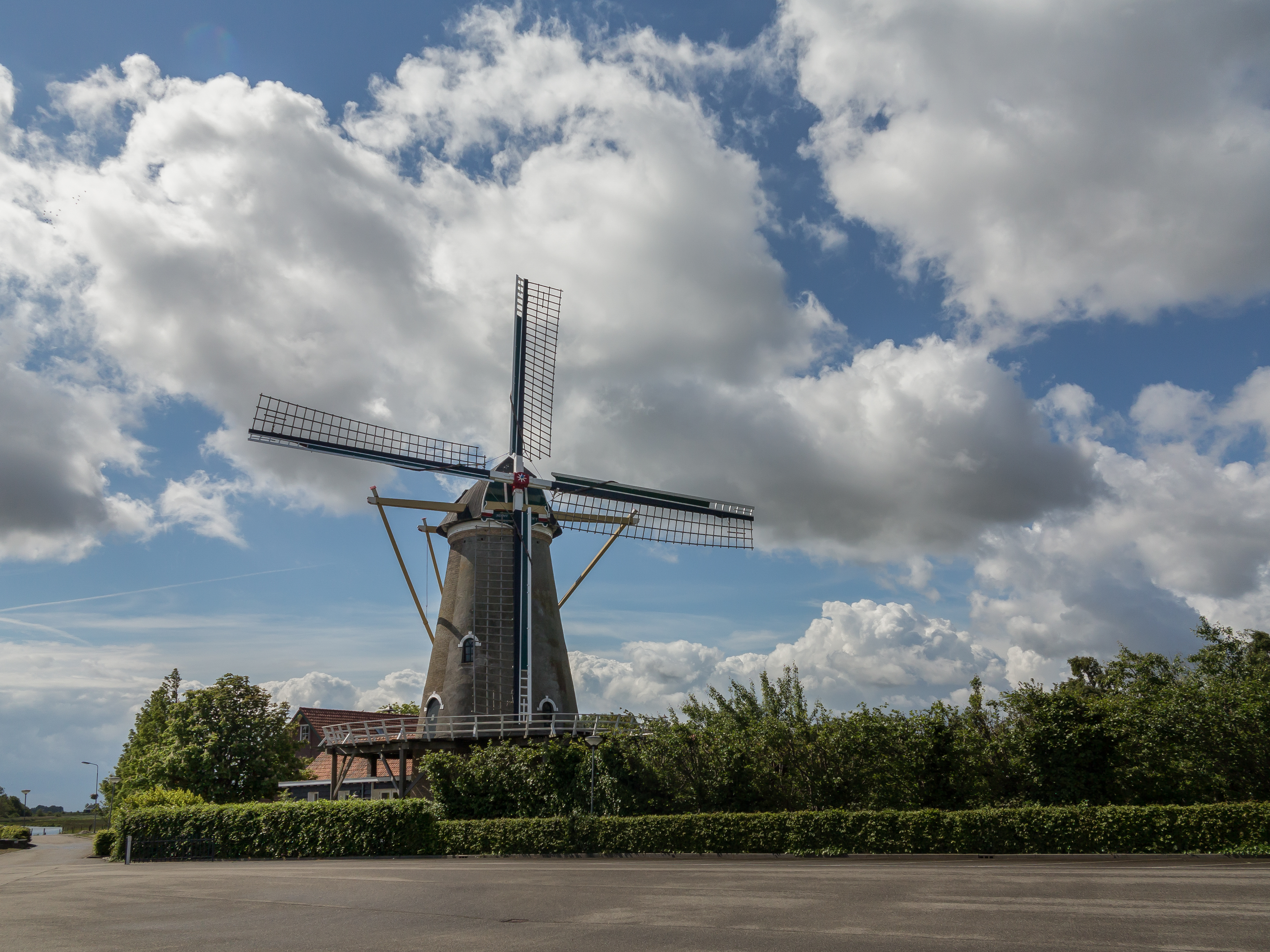
Вітряк Nooit Gedacht
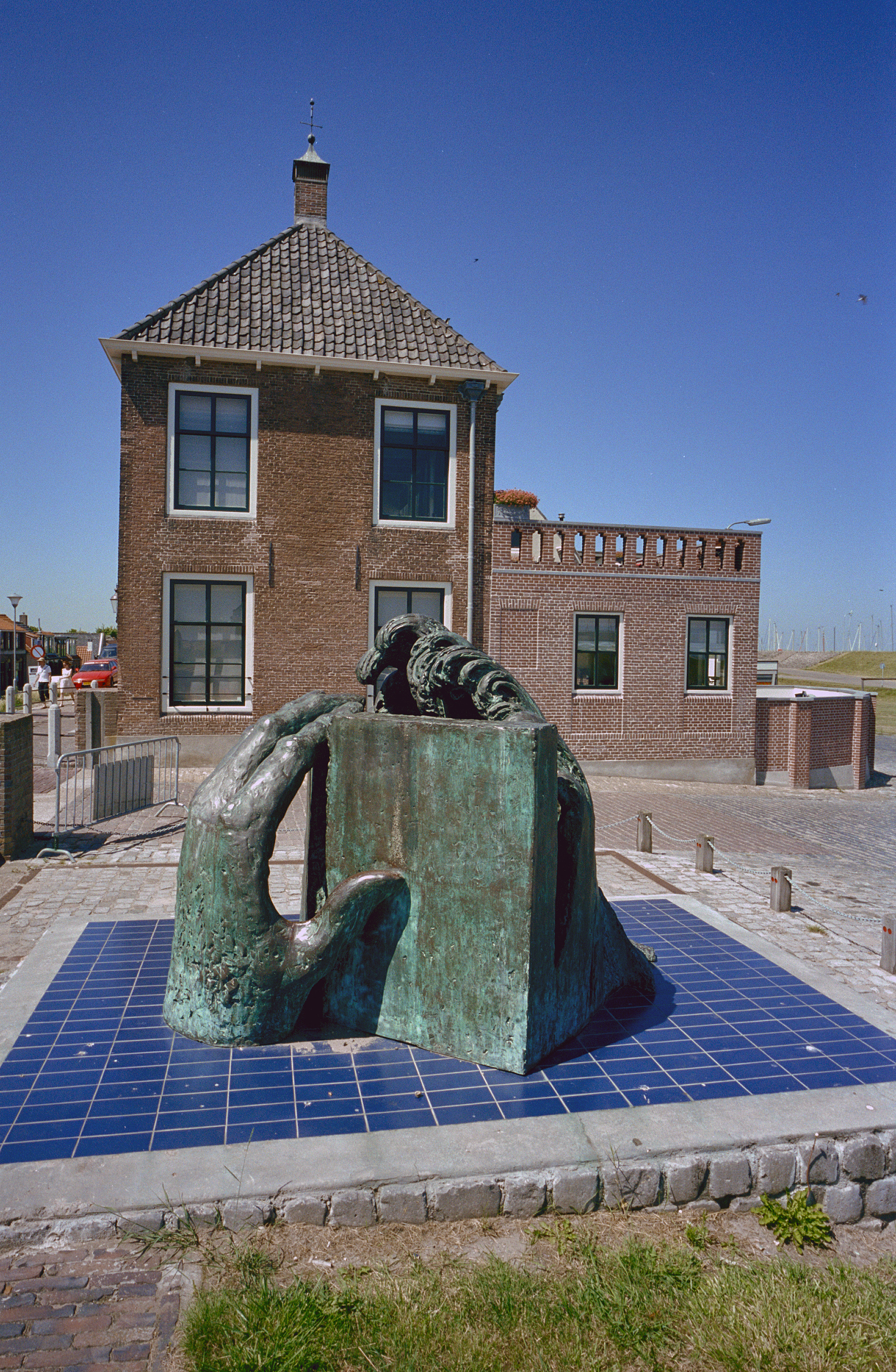
Монумент на пам'ять жертв повіді у Північноморському басейні 1953 року
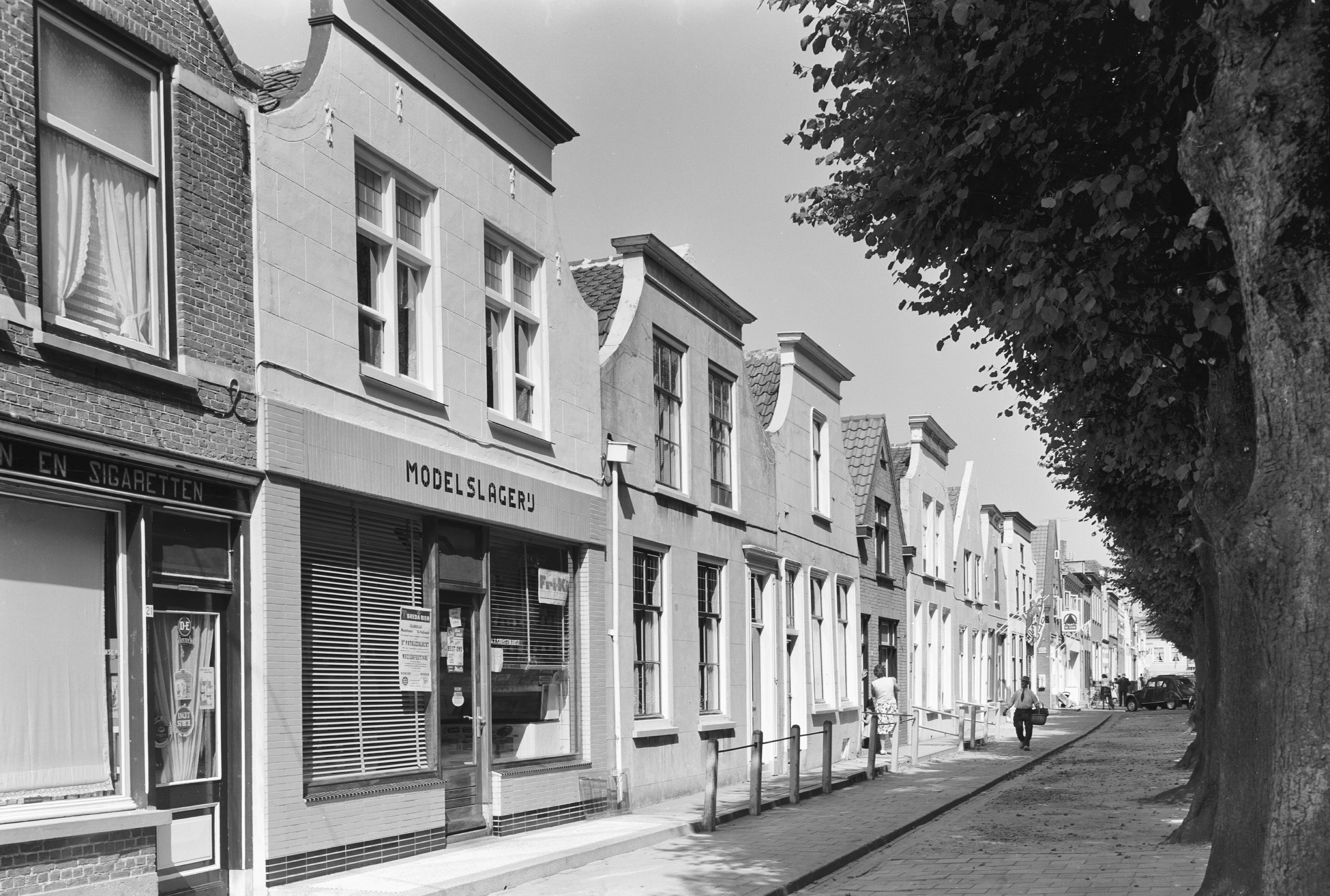
Вулична панорама (1964)